# Italia (programma televisivo)
Italia è stato un programma televisivo di genere talk show, condotto da Michele Santoro e in onda su Rai 2 in prima serata a partire dal 5 ottobre 2016.
Il programma era realizzato negli Studi de Paolis di Via Tiburtina 521, in Roma.

## Il programma
(Frasi di Michele Santoro per primo spot del programma Italia)
Italia è un programma che segna il ritorno in Rai di Michele Santoro, dopo l’esperienza di Servizio pubblico e la realizzazione del film-documentario Robinù, presentato alla 73ª mostra del cinema di Venezia. È un format di quattro puntate, non consecutive, trasmesso in diretta su Rai 2 e in streaming sul sito di servizio pubblico. Viene descritto come “un viaggio, ma anche un grande evento in diretta arricchito da contributi filmati, per parlare in maniera approfondita del nostro Paese”. Santoro ha scelto Italia come nome per il programma richiamando l'omonimo dirigibile progettato nel 1928 dal generale Umberto Nobile, il quale si proponeva di volare per la prima volta fino al Polo nord. La prima tappa del viaggio di Italia si svolge tra Ibiza e Dubai ed è una rilettura di Tuttiricchi; una puntata di Sciuscià andata in onda nel 2001 e che descrisse in profondità la vera ideologia del berlusconismo.
La seconda puntata di Italia di Michele Santoro si svolge tra le periferie romane di Ponte di Nona e Tor Bella Monaca, luoghi abbandonati dove si annida quella rabbia, frustrazione e rifiuto per le classi dirigenti che hanno portato in massa a votare “No” al referendum (quasi il 70% in questi quartieri). Una “botta”, come la “botta” che arriva dopo il primo tiro di cocaina. Il tema del reportage è come le periferie romane stiano prendendo sempre più le sembianze di quelle napoletane, con piazze di spaccio a cielo aperto e il traffico di droga come unico welfare per un'intera popolazione lasciata fuori da tutto, dal lavoro, dall’istruzione, dalla vita.
Il terzo viaggio del dirigibile Italia è stato battezzato "Un mondo migliore": un viaggio tra terremoti, valanghe, immigrazione; l’Italia è il paese dell’eterna emergenza, dove sembra che solo l’arrivo di un angelo possa salvarci dal disastro. Dunque, nella puntata ci si chiede se è possibile costruire un mondo migliore in cui vivere liberi dall'incessante ripetersi di tragedie che ci colgono impreparati, come si possa governare il rapporto tra le comunità e gli immigrati senza cedere alla paura dell’invasione, facendo il gioco di chi la sfrutta economicamente, e ancora come le nuove forze che si candidano a governare - quali il Movimento 5 Stelle - risponderanno a questo dilagante sentimento di paura e rabbia.
Durante la messa in onda, vi sono collegamenti e incursioni in studio di Giulia Innocenzi, che fa una diretta parallela in esclusiva su Facebook chiamata L'altra Italia, quasi un secondo programma nello stesso.
Il viaggio di Italia si concluderà il 2 febbraio 2017 con le ultime due puntate del programma, che lascerà spazio a M, un nuovo programma di Michele Santoro andato in onda, inizialmente, su Rai 2 e poi, dal gennaio 2018, su Rai 3.

## Editore
La società editrice del programma è Zerostudio's, il cui capitale sociale è così ripartito tra i seguenti soci:
- Michele Santoro e Sanja Podgajski ~ 51,16%
- Editoriale Il Fatto S.p.A. (società editrice de il Fatto Quotidiano) 46,48%
- Maria Fibbi 2,36%

Presidente della società è Cinzia Monteverdi (azionista e amministratore delegato di Editoriale Il Fatto S.p.A.), amministratore delegato Michele Santoro.

## Ascolti
| Puntata | Giorno    | Data             | Sottotitolo                  | Ospiti | Telespettatori | Share |
| ------- | --------- | ---------------- | ---------------------------- | --- | -------------- | ----- |
| 1       | mercoledì | 5 ottobre 2016   | Tutti ricchi (per una notte) | Geppi Cucciari, Giuseppe Sala, Luigi de Magistris, Flavio Briatore, Selvaggia Lucarelli, Tomaso Montanari, Mimmo Borrelli, Alex Zanardi | 1.771.000      | 8,10% |
| 2       | giovedì   | 15 dicembre 2016 | La botta                     | Roberto Saviano, Gad Lerner, padre Alex Zanotelli                                                                                       | 992.000        | 4,20% |
| 3       | giovedì   | 26 gennaio 2017  | Un mondo migliore            | Emma Bonino, Massimiliano Giancaterino (ex sindaco di Farindola in collegamento video), Federico Pizzarotti, Ficarra e Picone           | 1.087.000      | 4,40% |
| 4       | giovedì   | 2 febbraio 2017  | Babyricchi                   | Costantino della Gherardesca, Veronica Mastro, Filippo Moras, Dimitri Iannone ed Arianna Pasin (da Il collegio), Umberto Galimberti     | 1.148.000      | 4,60% |